# ATG12
ATG12‏ (Autophagy related 12) هوَ بروتين يُشَفر بواسطة جين ATG12 في الإنسان.